# Alain Senderens
Alain Senderens (2. december 1939 – 25. juni 2017) var en førende fransk kok og udøver af Nouvelle cuisine. Le Figaro krediterede ham som opfinderen af mad- og vinparringer.

## Biografi
Senderens blev født i Hyères, Var, Frankrig og afsluttede gymnasiet i Labatut-Rivière. Før Senderens flyttede til Paris, var han i lære på Ambassador Hotel i Lourdes. I Paris arbejdede Senderens på kendte restauranter som La Tour d'Argent og Lucas Carton, som han senere kom til at eje. Senere blev Senderens souschef på en Hiltonrestaurant i nærheden af Paris-Orly Lufthavn.
Senderens åbnede i 1968 L'Archestrate i Paris, som han drev indtil 1985. I 1978 modtog restauranten tre Michelinstjerner. Senderens var kok hos Lucas Carton fra 1985 og indtil 2005, hvor han tog ejerskab over restauranten og omdøbte den til Senderens. I 2005 blev Senderens den første kok, der gav sine tre Michelinstjerner tilbage, efter at restauranten blev relanceret. På det tidspunkt udtalte han, at han ikke kunne tage en overkommelig pris for måltider og samtidigt overholde Michelinkravene. Ifølge Senderens resulterede det i, at kunderne i stedet betalte en tredjedel af de tidligere priser og vendte oftere tilbage, hvilket genererede et overskud, der var næsten fire gange større end det tidligere. På trods af at han gav afkald på sine tre stjerner, blev Senderens senere tildelt to stjerner af Michelin. I 2013 solgte Senderens restauranten, der igen kom til at hedde Lucas Carton.

## Indflydelse
The New York Times kaldte ham en grundlægger af Nouvelle cuisine, og han er anerkendt som en pioner inden for mad- og vinparringer. Senderens oplærte en række bemærkelsesværdige kokke, herunder Alain Passard, der overtog L'Archestrate og omdøbte den til Arpège, Alain Solivérès fra Taillevent, Christian Le Squer fra Le Cinq og Christopher Hache fra Hôtel de Crillon.